# Hubert Coudurier
Hubert Coudurier, né le 7 avril 1958 à Morlaix, est un journaliste français.

## Biographie
Hubert Coudurier débute à l'Agence France-Presse (1983-1985). Il est ensuite grand reporter, notamment à France 3 (1985-1990), puis chroniqueur de politique étrangère à I-télé.
En 1986, Hubert Coudurier rejoint Le Télégramme dirigé par son père, en qualité de secrétaire général adjoint. Il devient plus tard directeur de l'information du quotidien et administrateur du Groupe Télégramme. Son frère Edouard Coudurier, né en 1961, devient président du conseil d'administration en décembre 2001, succédant à son père Jean-Pierre Coudurier décédé en novembre 2001. Edouard représente la quatrième génération Coudurier à la tête du Télégramme.
Au printemps 2007, Hubert Coudurier fait partie des journalistes qui suivent et starifient le couple Sarkozy. En septembre 2008, il publie le livre Amours, ruptures et trahisons dans lequel il fait quelques révélations sur la vie amoureuse du président français,.
Hubert Coudurier est un ancien auditeur (quarante-cinquième session) de l'IHEDN.
Il est, depuis son lancement en novembre 2009, président de Télévision Bretagne Ouest (Tébéo), après avoir été vice-président de Nantes 7.
Depuis la rentrée 2021, il intervient comme chroniqueur radio dans la pré-matinale Le Cinq sept de France Inter, il y tient une chronique d'Histoires politiques.
En mai 2025, un édito défendant le milliardaire Vincent Bolloré face à des militants écologistes lui a valu un conflit avec la Société des Journalistes du Télégramme (SJT). Il lui a notamment été reproché d'omettre son activité de chroniqueur régulier de CNews, chaîne du groupe Bolloré.

## Ouvrages
- Valérie Pécresse, la guerrière, L'Archipel, 2022
- Jean-Yves Le Drian, le glaive du président, Plon, 2017
- Et les masques sont tombés - Les coulisses d'un quinquennat, Paris, éditions Robert Laffont, 23 février 2012
- Amours, ruptures et trahisons, Paris, éditions Fayard, 24 septembre 2008
- Requiem pour les années Chirac - Chronique incorrecte d'une France coupable, Paris, éditions Jacob-Duvernet, 18 décembre 2007
- Le monde selon Chirac. Les coulisses de la diplomatie française, Paris, éditions Calmann-Lévy, 15 avril 1998
- PPDA, l'inconnu du 20 heures, Paris, éditions Robert Laffont, septembre 1996, 331 p. (ISBN 222108313X)